# ザ・ブリンク
『ザ・ブリンク』（原題: The Brink）は2019年のドキュメンタリー映画。監督はアリソン・クレイマン。製作はマリー・テレーズ・ギアギスとアリソン・クレイマン。アリクレイ・プロダクションズ（AliKlay Productions）、クラヴェリ・フィルムズ（Claverie Films）そしてライアット・フィルムズ（RYOT Films）が製作した。スティーブン・バノンが本作品で主演している。